# ¡El gran problema!
¡El gran problema! (originalmente en inglés:The big problem!) es el episodio piloto de la primera temporada de la serie de televisión animada  estadounidense Los padrinos mágicos. Fue estrenado el 30 de marzo de 2001 en Estados Unidos junto con el episodio El videojuego.

## Sinopsis
Después de ser rechazado para el equipo de futbol americano de su escuela, ser maltratado por su compañero Francis y su niñera Vicky, Timmy desea ser un adulto para poder enfrentarse a ellos y cuidarse por su propia cuenta, pero las reglas le impiden a Cosmo y Wanda consederle deseos a quién no sea un niño. Debido a que sus padrinos ya no tienen a quién cuidar estos deben abandonarlo dejándolo como mayor de edad, por lo que los tres buscan la forma de hacer a Timmy joven de nuevo. Pero Vicky en un acto de desesperación pensando que Timmy se escapó y quién lo busca por todo Dimmsdale pero Timmy en adulto la reconoce, pero Vicky le cree un acosador.